# Охота на лис (фильм)
«Охо́та на лис» — фильм режиссёра Вадима Абдрашитова по сценарию Александра Миндадзе, вышедший на экраны в 1980 году.

## Сюжет
35-летний рабочий завода Виктор Белов избит в парке двумя подростками. Один из них осуждён на два года воспитательно-трудовой колонии усиленного режима, другой также получает два года, но условно. Белов по-прежнему работает на заводе. Занимается спортивными состязаниями — «охотой на лис». Однако Виктор Белов сомневается в справедливости приговора. Он начинает ездить в колонию к молодому осуждённому, пытаясь «достучаться» до его души, и в итоге добивается его условно-досрочного освобождения.

## Цензура
В фильме была сцена, вырезанная цензурой, в которой Виктор Белов, выйдя из ресторана, избивает Владимира Беликова в том же самом парке, где когда-то подростки Беликов и Стрижак напали на него.

## В ролях
— главная роль
| Актёр              | Роль                                              |
| ------------------ | ------------------------------------------------- |
| Владимир Гостюхин  | Виктор Белов                                      |
| Ирина Муравьёва    | его жена Марина Белова                            |
| Игорь Нефёдов      | Владимир Беликов                                  |
| Алла Покровская    | мать Кости Стрижака Ольга Сергеевна               |
| Дмитрий Харатьян   | Костя Стрижак                                     |
| Игорь Безяев       | крёстный Виктора Белова дядя Коля                 |
| Валентина Сафонова | Аня                                               |
| Андрей Турков      | сын Беловых Валерик                               |
| Юрий Леонидов      | адвокат                                           |
| Юрий Михеенков     | лейтенант                                         |
| Маргарита Жарова   | судья                                             |
| Антонина Кончакова | мать Владимира Беликова (в титрах — М. Кончакова) |
| Николай Сморчков   | милиционер                                        |
| Михаил Бочаров     | председатель завкома Виктор Семёнович             |

## Съёмочная группа
- Юрий Невский — оператор-постановщик
- Владимир Коровин — художник-постановщик
- Эдуард Артемьев — композитор

## Призы и награды
- 1982 — Специальный приз жюри на XXV МКФ авторских фильмов в Сан-Ремо (Италия).
- 1982 — Специальная премия за лучшее исполнение мужской роли Владимиру Гостюхину на XXV МКФ авторских фильмов в Сан-Ремо (Италия).